# Dixie Davis
Dixie Davis (eigentlich J. Richard Davis; * 1905; † 30. Dezember 1969) war ein US-amerikanischer Anwalt. Sein bekanntester Mandant war Dutch Schultz.

## Leben
Davis studierte an der Syracuse University und wurde 1927 in die Anwaltskammer New York State Bar aufgenommen. Nach seiner Ausbildung gründete er in New York seine eigene Kanzlei, die auf die Verteidigung von Mobstern spezialisiert war.
Viele seiner Klienten waren Afroamerikaner, welche in illegale Nummernspiele involviert waren. Nach der Ermordung von Dutch Schultz 1935 übernahm Davis dessen Geschäfte, bis er am 14. Juli 1937 von einer Grand Jury wegen Betrugs verurteilt wurde. Auf Grund seiner Zusammenarbeit mit der Justiz wurde er zu nur einem Jahr Haft verurteilt. Zudem wurde ihm die Anwaltslizenz entzogen.
Im Jahr 1969 starb Davis an einem Herzinfarkt, als zwei bewaffnete Einbrecher in sein Haus in Bel Air eindrangen. Die beiden Maskierten fesselten seine Frau und seinen Enkel und stahlen Juwelen, Pelze und Bargeld.

## Adaptionen
Der Charakter Tommy Farrell aus dem Film Das Mädchen aus der Unterwelt basiert im weitesten Sinne auf ihm.